# Cienciano del Cusco
Pour les articles homonymes, voir Cuzco (homonymie).
Maillots
Actualités
Le Club Sportivo Cienciano del Cusco, couramment abrégé « Club Cienciano », est un club péruvien de football situé à Cuzco.
C'est à ce jour le seul club péruvien possédant des trophées internationaux dans ses vitrines: une Copa Sudamericana, en 2003, puis une Recopa Sudamericana, en 2004.

## Histoire

### Les débuts
Cienciano devra attendre le championnat 1973 pour évoluer pour la première fois en première division. Il y reste 5 saisons d'affilée jusqu'à sa relégation à l'issue de la saison 1977.
Le club fait son retour en D1 en 1984, du fait que le championnat est élargi et s'ouvre à 25 clubs dont Cienciano, qui est invité à y participer par la Fédération péruvienne de football.

### L'âge d'or dans les années 2000
En 2003, Cienciano devient le premier club péruvien à remporter un trophée international, en l'occurrence la Copa Sudamericana, à la suite de sa victoire en finale sur River Plate (3-3 à l'aller à Buenos Aires, 1-0 au match retour à Arequipa). L'année suivante, il s'octroie la Recopa Sudamericana en battant Boca Juniors aux tirs au but (1-1, 4 tab 2). Freddy Ternero fut le grand artisan de ces deux succès. Il reste à ce jour le seul entraîneur péruvien à avoir remporté un titre international en club.
En outre, sur le plan national, Cienciano est vice-champion du Pérou à trois reprises (2001, 2005 et 2006). Ces bonnes performances lui valent d'être considéré comme le meilleur club péruvien de la décennie 2000-2010 par l'IFFHS.

### Déclin et descente en D2 (2010-2019)
A contrario, les années 2010 sont difficiles pour le club qui traverse une grave crise économique et dont les résultats sportifs sont en chute. Il se sauve de la relégation à l'issue de la dernière journée du championnat 2010. Néanmoins, le championnat 2015 est catastrophique pour Cienciano, relégué en deuxième division à la fin de la saison, après 31 années de présence au sein de l'élite.
Le 4 avril 2016, le club annonce l'arrivée de Ronaldinho pour quelques matchs d'exhibition en juin.
Sa quatrième saison en 2e division, en 2019, est la bonne puisque Cienciano est sacré champion de D2 et s'assure de revenir parmi l'élite dès 2020.

### Retour en D1 (depuis 2020)
Champion de deuxième division en 2019, l'entraîneur argentin Marcelo Grioni (en) est reconduit dans ses fonctions et est chargé de stabiliser le club en 1re division. Même s'il termine la saison 2020 à la 9e place, il est écarté le 24 mai 2021 après trois défaites de rang concédées lors de la première phase du championnat 2021. Il est remplacé le 1er juin 2021 par Víctor Rivera.
En décembre 2022, le club annonce l'arrivée de l'ancien international colombien Leonel Álvarez à la tête de l'équipe, même s'il est destitué dès le mois de mai 2023.

## Résultats sportifs

### Palmarès
| Compétitions nationales | Compétitions internationales                                                                  | Compétitions régionales |
| - Championnat du Pérou : - Vice-champion : 2001, 2005 et 2006. - Tournoi d'ouverture (1) : - Vainqueur : 2005. - Tournoi de clôture (2) : - Vainqueur : 2001 et 2006. - Championnat du Pérou D2 (1) : - Champion : 2019. | - Copa Sudamericana (1) : - Vainqueur : 2003. - Recopa Sudamericana (1) : - Vainqueur : 2004. | - Championnat du Sud (1) : - Vainqueur : 1988. - Ligue de la région de Cuzco (6) : - Vainqueur : 1966, 1967, 1970, 1971, 1972 et 1983. |

### Bilan et records
- Saisons au sein du championnat du Pérou : 42 (1973-1977 / 1984-2015 / 2020-).
- Saisons au sein du championnat du Pérou D2 : 4 (2016-2019).
- Participations en compétitions internationales : 12.
  - Copa Libertadores : 6 participations en 2002, 2004, 2005, 2006, 2007 et 2008.
  - Copa Sudamericana : 5 participations en 2003, 2004, 2009, 2022 et 2023.
  - Recopa Sudamericana : 1 participation en 2004.

## Couleurs et logo

### Historique des logos

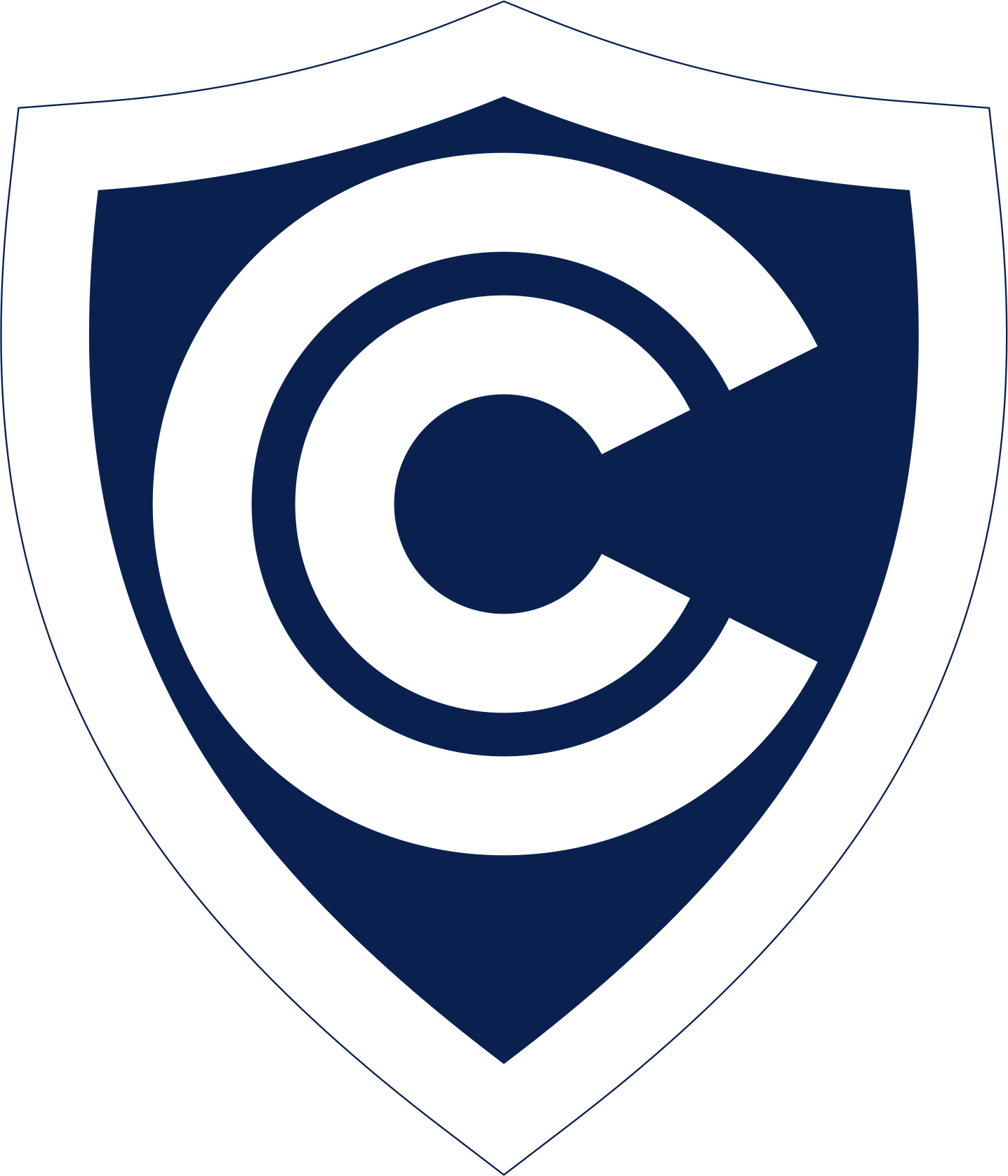
1901-2003
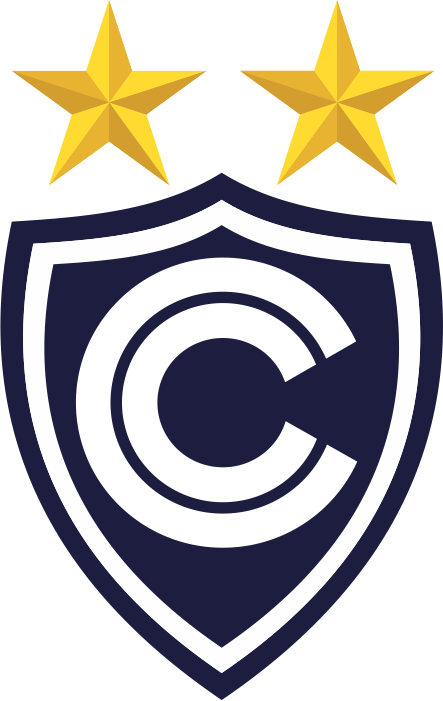
2004-?
2025-

### Évolution du maillot
Domicile
Évolution des maillots utilisés à domicile (depuis 2003). 

| (2003) | (2004) | (2008-2009) | (2010) | (2011) | (2012) | (2013) | (2014) | (2015) |  |

| (2016) | (2017) | (2018) | (2019) | (2020) | (2021) | (2022) | (2023) |

## Structures du club

### Stade
Le stade Inca Garcilaso de la Vega accueille les matchs à domicile du Cienciano. Situé à Cuzco, à 3400 mètres d'altitude, il appartient à l'Institut péruvien des sports et abrite également des matchs d'autres clubs de la ville tels le Deportivo Garcilaso ou le Cusco FC.
Il a été inauguré en 1958 avec une capacité initiale de 22 000 spectateurs. Cependant, à l'occasion de la Copa América 2004 organisée par le Pérou, l'enceinte a été agrandie pour atteindre sa capacité actuelle de 42 056 spectateurs.
Le stade porte le nom de Gómez Suárez de Figueroa, plus connu sous le nom de Inca Garcilaso de la Vega, chroniqueur métis du XVIe siècle, fils d'un conquistador espagnol et d'une princesse inca.

## Personnalités historiques du Cienciano del Cusco

### Joueurs

#### Grands noms
- Santiago Acasiete
- Juan Carlos Bazalar
- Germán Carty
- Julio García
- Paolo de la Haza
- Óscar Ibáñez
- Sergio Ibarra
- Carlos Lobatón
- Carlos Lugo (en)
- Mauriño Mendoza
- Alessandro Morán (es)
- Miguel Mostto
- Óscar Olvera (es)
- Frank Palomino
- Giuliano Portilla (en)
- Ramón Rodríguez
- Rodrigo Saraz (en)

### Entraîneurs

#### Entraîneurs marquants
Freddy Ternero, vainqueur de la Copa Sudamericana en 2003 et de la Recopa Sudamericana en 2004, reste l'entraîneur le plus marquant du Cienciano del Cusco. L'Argentin Marcelo Grioni (en) a permis le retour du club en 1re division en remportant le championnat de 2e division en 2019.
Carlos Jurado (en) et Julio César Uribe ont quant à eux frôlé la victoire en championnat, le premier étant vice-champion du Pérou en 2001 et 2005; le second, vice-champion du Pérou en 2006.

#### Liste des entraîneurs
- Clemente Velásquez (entraîneur-joueur) (1967)
- Jorge Vichera (1973)
- Eloy Campos (1977)
- Diego Agurto (1986-1987)
- Ramón Quiroga (1992)
- Héctor Berrios (1993)
- Luis Roth (1993)
- César Cubilla (1994)
- Ramón Flores - Int. (1994)
- Luis Zacarías (1994)
- Rufino Bernales (1994)
- Freddy Ternero (1994-1995)
- Ricardo Kergaravat - Int.(1995)
- Francisco Bertoccky (1995)
- Freddy Bustamante (1995-1996)
- Ramón Quiroga (1996-1998)
- Antonio Alzamendi (1998)
- Carlos Daniel Jurado (1999)
- Franco Navarro (1999)
- Carlos Cumapa (1999)
- Carlos Daniel Jurado (2000)
- Carlos Cumapa - Int. (2000)
- Freddy Ternero (2000-2001)
- Carlos Daniel Jurado (2001-2002)
- Teddy Cardama (2002)
- Édgar Ospina (2003)
- Martín Duffo - Int. (2003)
- Freddy Ternero (2003-2004)
- Carlos Sevilla (2005)
- Carlos Daniel Jurado (2005)
- Wilmar Valencia (2006)
- Julio César Uribe (2006-2007)
- José Basualdo (2007)
- Franco Navarro (2007-2008)
- Julio César Uribe (2008-2009)
- Marcelo Trobbiani (2009)
- José « Chepe » Torres (2009)
- Édgar Ospina (2010)
- Sergio Ibarra (entraîneur-joueur) (2010)
- Marcelo Trobbiani (2011)
- Carlos Daniel Jurado (2011-2012)
- Raúl Arias (2012)
- Mario Viera (2012-2014)
- Jorge Espejo (2015)
- Paul Cominges (2015-2016)
- Óscar Ibáñez (2016)
- Fredy García (2017)
- Sergio Ibarra (2017-2018)
- Gustavo Roverano (2018)
- Duilio Cisneros (2019)
- Marcelo Grioni (2019-2021)
- Víctor Rivera (2021)
- Lisandro Greppo (intérim) (2021)
- Gerardo Ameli (2021-2022)
- César Vigevani (2022)
- Jesús Cisneros (intérim) (2022)
- Leonel Álvarez (2023)
- Alessandro Morán (intérim) (2023)
- Gerardo Ameli (2023)
- Óscar Ibáñez (2023-2024)

## Culture populaire

### Surnoms et supporters
El Papá est le surnom le plus utilisé pour désigner le Club Cienciano. On emploie parfois l'appellation de Los Imperiales en référence à l'Empire inca dont Cuzco était la capitale ou Los Rojos à partir de la couleur dominante du maillot (le rouge).
Au niveau des supporters, la principale barra brava du club est la Fvria Roja, fondée en 1995.

### Rivalités
Cienciano entretient une grande rivalité régionale avec le FBC Melgar de la ville d'Arequipa, rivalité connue sous le nom de Clásico del Sur. 
Un autre antagonisme de moindre importance est celui qui l'oppose au Deportivo Garcilaso, situé aussi à Cuzco, derby connu sous l'appellation de Clásico del Cusco. Il maintient aussi une rivalité plus récente avec le Cusco FC, club fondé en 2009, présent en D1 depuis 2012.